# Addio felicità!
Addio felicità! è un film del 1914 diretto da Enrico Novelli.